# شب‌های داغ دون ژوان
شب‌های داغ دون ژوان (ایتالیایی: Le calde notti di Don Giovanni) یک فیلم کمدی سکسی سبک ایتالیایی به کارگردانی آلفونسو برشا است که در سال ۱۹۷۱ منتشر شد.

## بازیگران و صداپیشگان

### بازیگران
- ادویژ فنش
- رابرت هوفمان
- باربارا بوشه
- آنابلا اینکنتررا
- خوزه کالوو
- اما بارون
- ماریا مونتز
- پیترو توریسی
- فرانکو فانتازیا
- ایرا فون فورستنبرگ
- کریس اوئرتا
- لوکریشا لاو
- خوزه ماریا کافارل

### صداپیشگان
- ناندو گادزولو